# Der Alte: Zwei Leben
Zwei Leben ist die 100. Folge der Krimiserie Der Alte.

## Handlung
Christa Sonnenberg, eine gute Freundin von Gerd Heymann, taucht im Dezernat auf und berichtet, dass ihre Mitbewohnerin Ingrid Hellberg seit vier Tagen spurlos verschwunden ist. Heymann und sein Vorgesetzter Erwin Köster glauben zunächst nicht an ein Verbrechen, sie nehmen sich allerdings der Sache an. Sie besuchen Christa, die seit einiger Zeit gemeinsam mit Ingrid und deren ehemaligem Partner Hans und mit ihrem Kommilitonen Jan in einer Wohngemeinschaft in einer großen Altbauwohnung leben. Alle Mitbewohner können sich absolut keinen Reim darauf machen, warum Ingrid so plötzlich abgetaucht ist. Heymann sagt Köster, dass er vor einigen Jahren in Ingrid verliebt war und seine Gefühle nicht erwidert wurden. Auch Heymann ist völlig ratlos, da diese Charaktereigenschaft überhaupt nicht zu Ingrid passt. Sie ermitteln nun mit ihrem Kollegen Kriminalkommissar Martin Brenner in alle Richtungen. Heymann besucht den Verlag, wo Ingrid arbeitete. Dort erfährt er jedoch, dass Ingrid ihre Anstellung bereits vor einigen Wochen gekündigt hatte. Ihrem Chef sagte sie als Begründung dafür nur den sehr rätselhaften Satz Denn wenn ich hierbleibe, dann verliere ich. Auch ein Eintrag im Tagebuch von Ingrid gibt den Ermittlern ein ähnliches Rätsel auf.
Im Dezernat erscheint plötzlich die Rentnerin Beate Andresen. Sie erzählt Köster, dass sie in dem in der Zeitung veröffentlichten Foto der vermissten Ingrid ihre Etagennachbarin wiedererkannt hat. Köster und Heymann fahren zu dieser Adresse. Die Tür ist verschlossen und es öffnet niemand. Als der Hausmeister mit dem Generalschlüssel die Wohnungstür öffnet, finden sie im Schlafzimmer die Leiche von Ingrid. Aus dem Vermisstenfall ist nun ein Mordfall geworden. Köster findet heraus, dass Ingrid offenbar schon länger als Prostituierte in dieser Wohnung tätig war. Dies wird von Frau Andresen und Egon Berger bestätigt. Egon Berger ist der Vermieter und war in Ingrid verliebt. Als er von einer Geschäftsreise nach München zurückkehrt, erfuhr er aus der Tageszeitung von Ingrids Ableben. Da er sie kurz vor ihrem Tod noch in der Wohnung besucht hatte, um sie vor Zuhältern zu schützen, bekommt er nun Angst des Mordes verdächtigt zu werden. Er lügt zunächst was sein Alibi betrifft. Doch Köster findet heraus, dass er ein falsches Spiel mit den Ermittlern gespielt hatte. Köster verdächtigt Berger, doch er kann ihm nichts nachweisen. Köster findet schnell heraus, dass Ingrid offenbar ein Doppelleben führte und vermutet den Täter daraufhin hauptsächlich im Münchner Rotlichtmilieu. Sie besuchen zunächst den Bordellbesitzer Georg Schwohle. Doch auch diese Spur verläuft ins Leere.
Kriminalhauptkommissar Erwin Köster konfrontiert nun Hans Baumeister mit der Sachlage. Hans war über längere Zeit hinweg mit Ingrid liiert. Doch er findet nicht so richtig einen Zugang zu Hans. Christa und Jan wiederum sind geschockt und wollen absolut nicht glauben, dass Ingrid sozusagen zwei Leben geführt haben soll. Sie hätten davon nichts mitbekommen. Hans wiederum verstrickt sich immer mehr in Widersprüche. Dies ist auch seinem besten Freund Robert Rehfeld aufgefallen. Robert wird von seinem schlechten Gewissen geplagt und erscheint im Dezernat. Er berichtet Köster nun, dass Hans vor mehr als einer Woche eher durch Zufall herausgefunden habe, dass Ingrid heimlich als Prostituierte arbeitet. In diese Tatsache habe er allerdings nicht seine beiden Mitbewohner, sondern nur Robert eingeweiht. Köster schreibt Hans nun als dringend Tatverdächtigen zur Fahndung aus. Robert sträubt sich zunächst seinen besten Freund einfach so zu verraten und ans Messer zu liefern. Er hat allerdings den Verdacht, dass sich Hans höchstwahrscheinlich im Bootshaus seines verstorbenen Vaters versteckt hat. Dort befindet sich auch eine alte Jagdwaffe mitsamt Munition. Köster und Heymann fahren mit Robert und vier Polizisten zum Bootshaus, welches sich etwas außerhalb von München befindet. Hans will nach mehrfacher Aufforderung jedoch die Tür nicht öffnen und droht mit Suizid. Robert will daraufhin gewaltsam die Tür aufbrechen. In diesem Moment schießt Hans in den Spiegel, der an der Tür hängt. Das Geschoss durchschlägt die Bretterwand und streift Erwin Köster, der daraufhin blutend zusammenbricht und das Bewusstsein verliert. Schließlich kann Hans von Gerd überredet werden aufzugeben und rauszukommen. Köster wird ins Krankenhaus gebracht und operiert. In seinem Krankenzimmer befindet sich auch Hans. Er erzählt ihm, dass er Ingrids Geheimnis herausgefunden und sie in ihrer Wohnung besucht hatte. Dort kam es zu einem heftigen Streit. Hans wollte sich mit ihrer zweiten beruflichen Tätigkeit partout nicht abfinden und erwürgte Ingrid kurzerhand aus Eifersucht, weil er es nicht mehr ertragen konnte und sie nicht mit anderen Männern teilen wollte. Hans wird nun verhaftet und abgeführt. Köster meint zu Heymann, er müsse über diesen Fall noch einmal gründlich nachdenken, da er nun viel Zeit dazu hat.
Gerd Heymann fährt daraufhin zum Staatsanwalt und anschließend zurück ins Dezernat. Dort warten bereits seine Kollegen Martin Brenner und Kriminalhauptmeister Meyer auf ihn. Brenner sagt sichtlich geschockt, dass der behandelnde Arzt aus dem Krankenhaus angerufen hat und Erwin Köster vor wenigen Minuten an den Folgen seiner Schussverletzung gestorben ist.

## Hintergründe
Der Film wurde im Sommer 1985 in München und Umgebung gedreht. Seine Erstausstrahlung erlebte der Film am 12. Januar 1986 zur Hauptsendezeit im ZDF.
Es ist die 100. Folge der im April 1977 gestarteten Serie und war damit zugleich auch der letzte Fall für Kriminalhauptkommissar Erwin Köster. Bereits längere Zeit zuvor hatte Siegfried Lowitz seinen Ausstieg aus der Reihe selbst angekündigt, da er sich nach acht Jahren wieder neuen Filmprojekten widmen wollte.
In der 101. Folge, die im Februar 1986 gesendet wurde, übernahm dann Rolf Schimpf als Kriminalhauptkommissar Leo Kress die Rolle des Chefs der Mordkommission im Dezernat II. Schimpf spielte die Rolle bis zum Jahr 2007.
Der Regisseur Günter Gräwert hat am Ende der Folge einen kurzen Auftritt als behandelnder Arzt von Köster im Krankenhaus.